# Biserica Sfântul Nicolae din Roman
Biserica Sfântul Nicolae din Roman este o biserică  de rit ortodox situată pe strada Coșbuc George nr. 5. Actuala biserică a fost ridicată între anii 1747-1769 și este clădită pe locul unde exista o biserică de lemn construită de către negustorii brașoveni și lipscani în jurul anului 1600.
Clădirea bisericii este monument istoric, înscrisă în lista monumentelor istorice din județul Neamț, având codul NT-II-a-B-10654.